# Rohrbach an der Lafnitz
Rohrbach an der Lafnitz osztrák község Stájerország Hartberg-Fürstenfeld járásában. 2017 januárjában 2657 lakosa volt.

## Elhelyezkedése

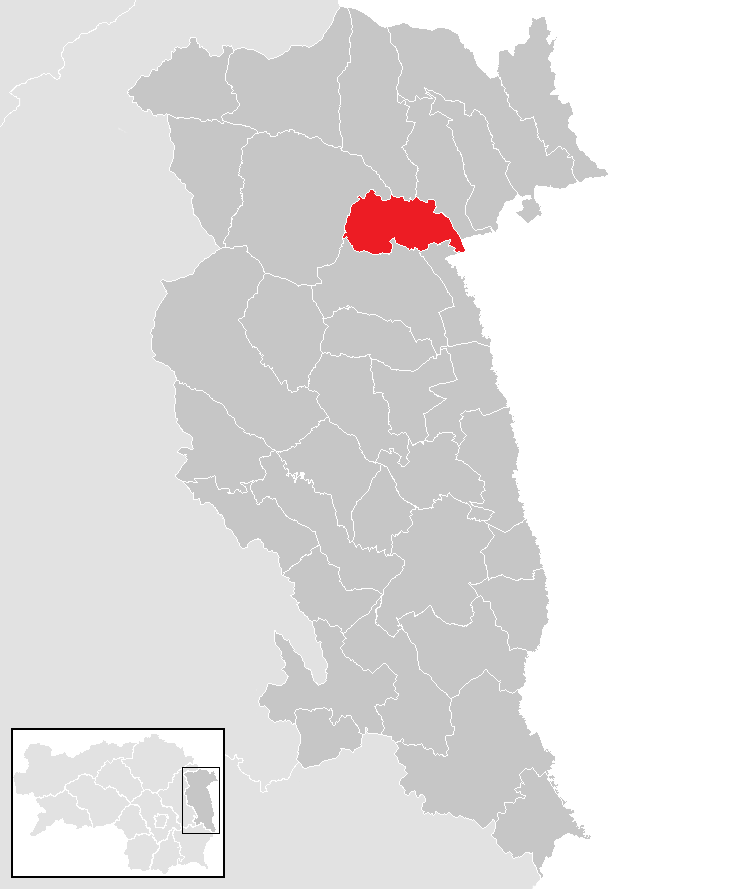
Rohrbach an der Lafnitz a Hartberg-fürstenfeldi járásban

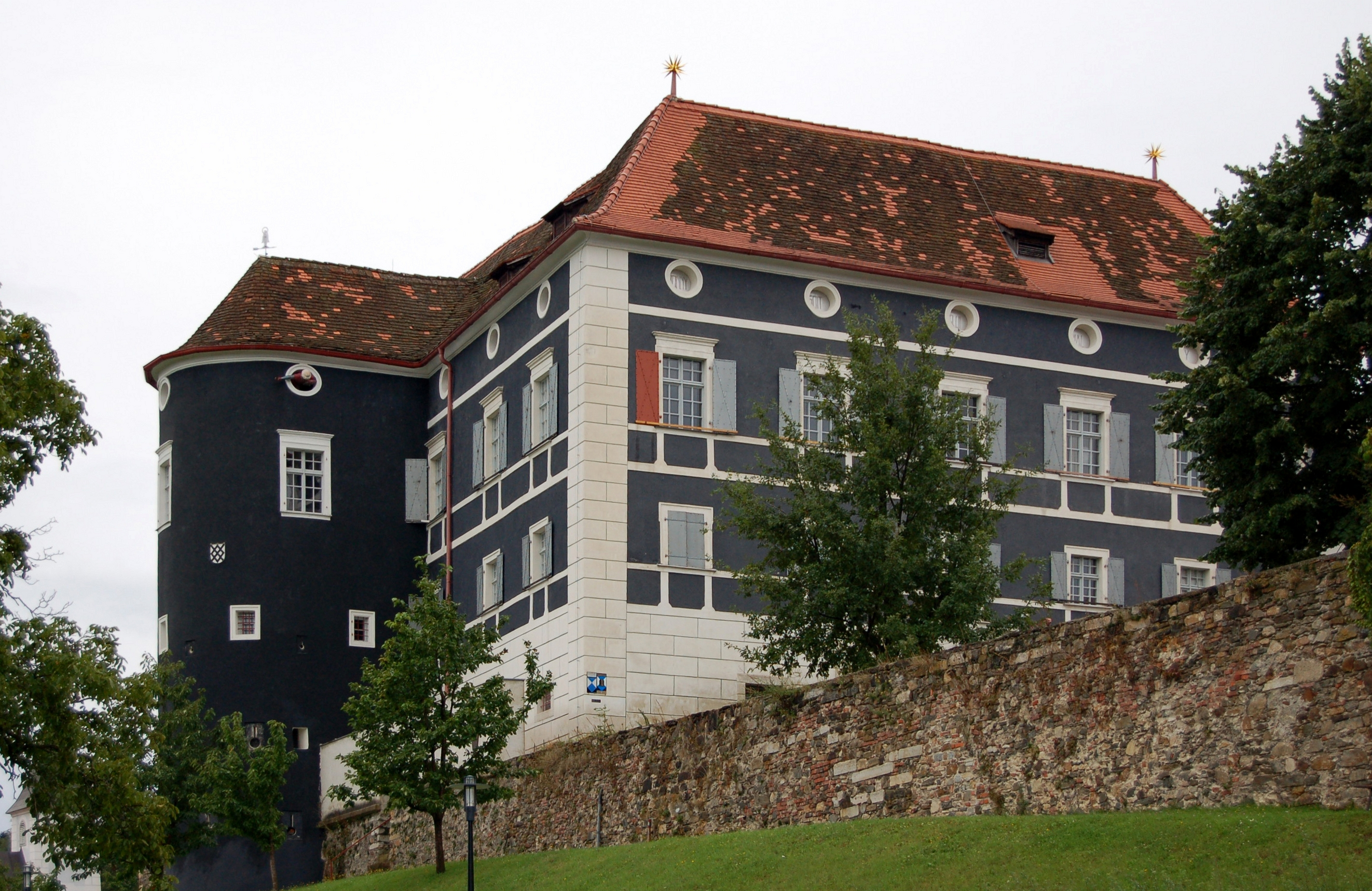
Az Aichberg-kastély

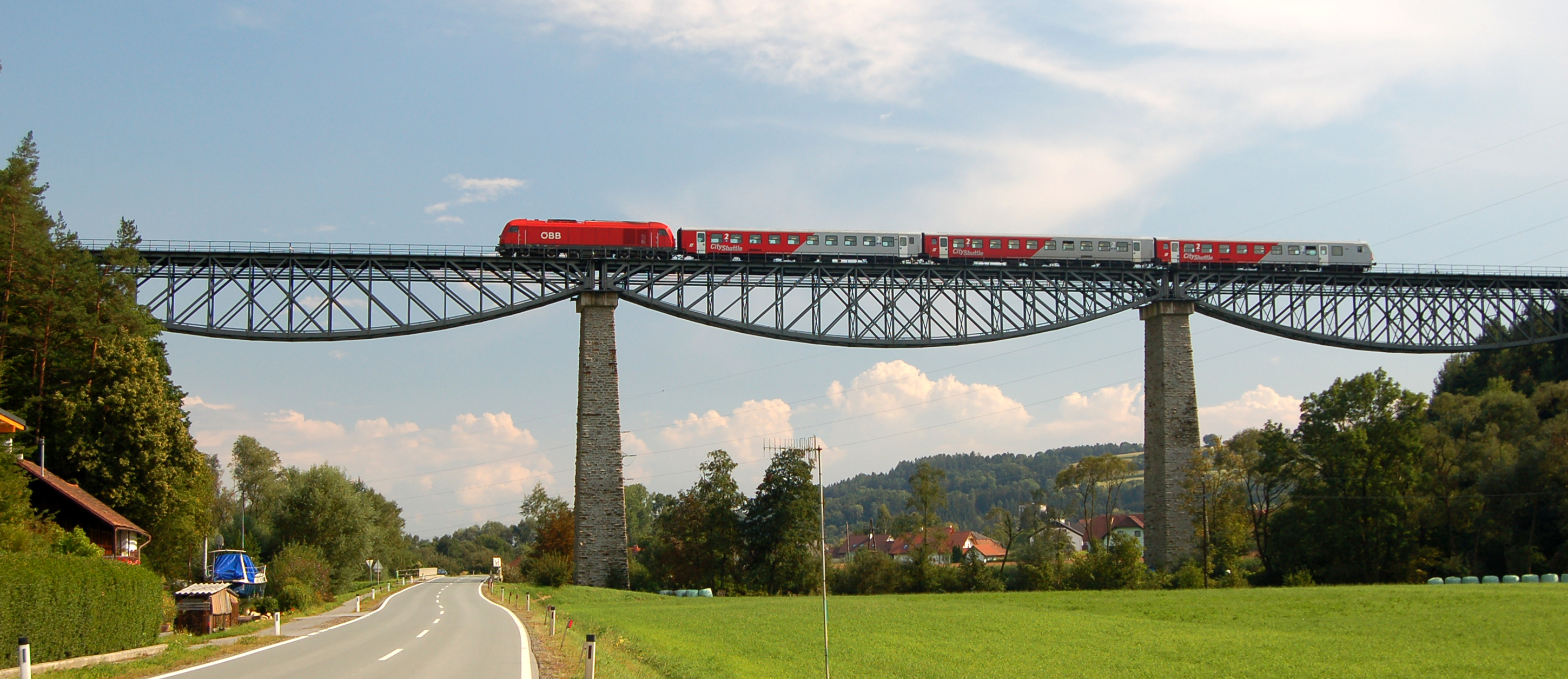
Híd a Lapincs fölött

Rohrbach an der Lafnitz a Joglland hegyvidékének keleti részén fekszik, ahol a Limbach patak a Lapincs folyóba (a Rába mellékfolyójába torkollik), 13 km-re északra a járási központ Hartbergtől. Az önkormányzat 7 települést egyesít: Eichberg (383 lakos), Kleinschlag (154), Lebing (490), Limbach (360), Rohrbach an der Lafnitz (1009), Rohrbachschlag (124), Schnellerviertel (141).
A környező önkormányzatok: délre Lafnitz, délnyugatra Grafendorf bei Hartberg, nyugatra Vorau, északra Sankt Lorenzen am Wechsel, északkeletre Dechantskirchen, délnyugatra Árokszállás és Lapincsújtelek (utóbbi kettő Burgenlandban). 	

## Története
Rohrbach első írásos említése a voraui kolostor egyik, 1272-es keltezésű okleveléből származik. 
Egyházközsége csak igen későn nyerte el önállóságát. A 18. századig a hartbergi egyházközséghez tartozott, majd az attól elszakadó grafendorfi, 1941-től pedig az eichbergi közösség része volt. A falu csak 1966-ban nyerte el saját katolikus egyházközségét. Modern, Munkás Szt. Józsefnek szentelt temploma 1961-re épült fel.
Aichberg vára az osztrák-magyar határt védő erődláncolat részeként épült. Magát a várat csak 1374-ben említik először, de már 1250-ből ismert egy bizonyos Konrad von Aichberg, aki már akkor az erődítmény birtokosa lehetett. Leszármazottja, Wulfing von Aichberg 1378-ban építtette a vár kápolnáját, a mai plébániatemplom elődjét. Nem sokkal később a család férfiága kihalt és a birtokot házasság révén a Welzerek szerezték meg, akik 1412-ben eladták Seyfried Steinpeißnek. Az ő utódai 1772-ig birtokolták Aichberget. Történelme során az épületet kilencszer alakították át, mai formáját 1669-ben nyerte el. A család utolsó férfitagja, Karl Joseph von Steinpeiß gróf halála után a kastély több kézen megfordult, állapota leromlott. Az első világháborúban galíciai menekülteket szállásoltak el benne, akik a padlás deszkáit és gerendáit eltüzelték. A második világháborúban a Wehrmacht használta szállásul. A kastély 1986 óta magánkézben van és múzeumot rendeztek be benne. 
Rohrbach és Eichberg önkormányzata a 2015-ös stájerországi közigazgatási reform során egyesült; egyúttal hozzájuk csatolták a megszüntetett Schlag bei Thalberg község egyes részeit. 

## Lakosság
A Rohrbach an der Lafnitz-i önkormányzat területén 2017 januárjában 2657 fő élt. A lakosságszám 2001-ben érte el a csúcspontját 2860 fővel, azóta csökkenő tendenciát mutat. 2015-ben a helybeliek 97,4%-a volt osztrák állampolgár; a külföldiek közül 0,1% a régi (2004 előtti), 0,9% az új EU-tagállamokból érkezett. 0,4% a volt Jugoszlávia (Szlovénia és Horvátország nélkül) vagy Törökország, 1,3% egyéb országok polgára. 2001-ben a lakosok 93,9%-a római katolikusnak, 1,3% evangélikusnak, 1,4% mohamedánnak, 2,6% pedig felekezet nélkülinek vallotta magát. Ugyanekkor 10 (0,9%) magyar élt a községben.

## Látnivalók
- az Aichberg-kastély
- a 17. századi Mária-oszlop a kastély előtt
- az eichbergi Keresztelő Szt. János-plébániatemplom
- a rohrbachi Munkás Szt. József-plébániatemplom
- az ipari műemlék vasúti híd a Lapincs fölött

## Fordítás
- Ez a szócikk részben vagy egészben  a   Rohrbach an der Lafnitz című német Wikipédia-szócikk ezen változatának fordításán alapul.  Az eredeti cikk szerkesztőit annak laptörténete sorolja fel. Ez a jelzés csupán a megfogalmazás eredetét és a szerzői jogokat jelzi, nem szolgál a cikkben szereplő információk forrásmegjelöléseként.